# Motore Renault Type D
I Motori Renault Type D sono una piccola famiglia di motori a scoppio alimentati a benzina prodotti  dal 1996 al 2016 dalla casa automobilistica francese Renault.

## Caratteristiche e versioni
Questi motori sono nati per porsi alla base della gamma motoristica Renault. Le caratteristiche dei motori D sono le seguenti:
- architettura a 4 cilindri in linea;
- dimensionamento sottoquadro;
- basamento in ghisa;
- testata in lega di alluminio;
- albero a gomiti su 5 supporti di banco.

Questo motore è stato proposto in due versioni, a loro volta suddivise rispettivamente in tre e due varianti. Eccone di seguito un breve approfondimento.

### Type DxF: 1149 cm³
Questa versione è stata la prima a debuttare ed è anche la più nota tra le due versioni della famiglia D. È stata concepita per sostituire sia il 1.2 E7F, in produzione per la verità da non molto, sia il più anziano 1.2 C3G della famiglia Cléon. Le sue misure di alesaggio e corsa sono rispettivamente di 69x76.8 mm, per una cilindrata totale di 1149 cm³, leggermente inferiore, quindi, alle cilindrate delle due unità che va a sostituire. Questo è un primo sintomo del processo di downsizing che verrà seguito da diverse case automobilistiche europee nel decennio successivo. Il valore della cilindrata è più vicino a un 1.1 che non a un 1.2, tuttavia nelle denominazioni ufficiali dei modelli Renault che montano questo motore, la casa li presenta come dei 1.2. Questo motore è stato proposto in tre varianti monoalbero: aspirato 8V, aspirato 16V e sovralimentato 16V, tutte con alimentazione a iniezione elettronica multipoint:

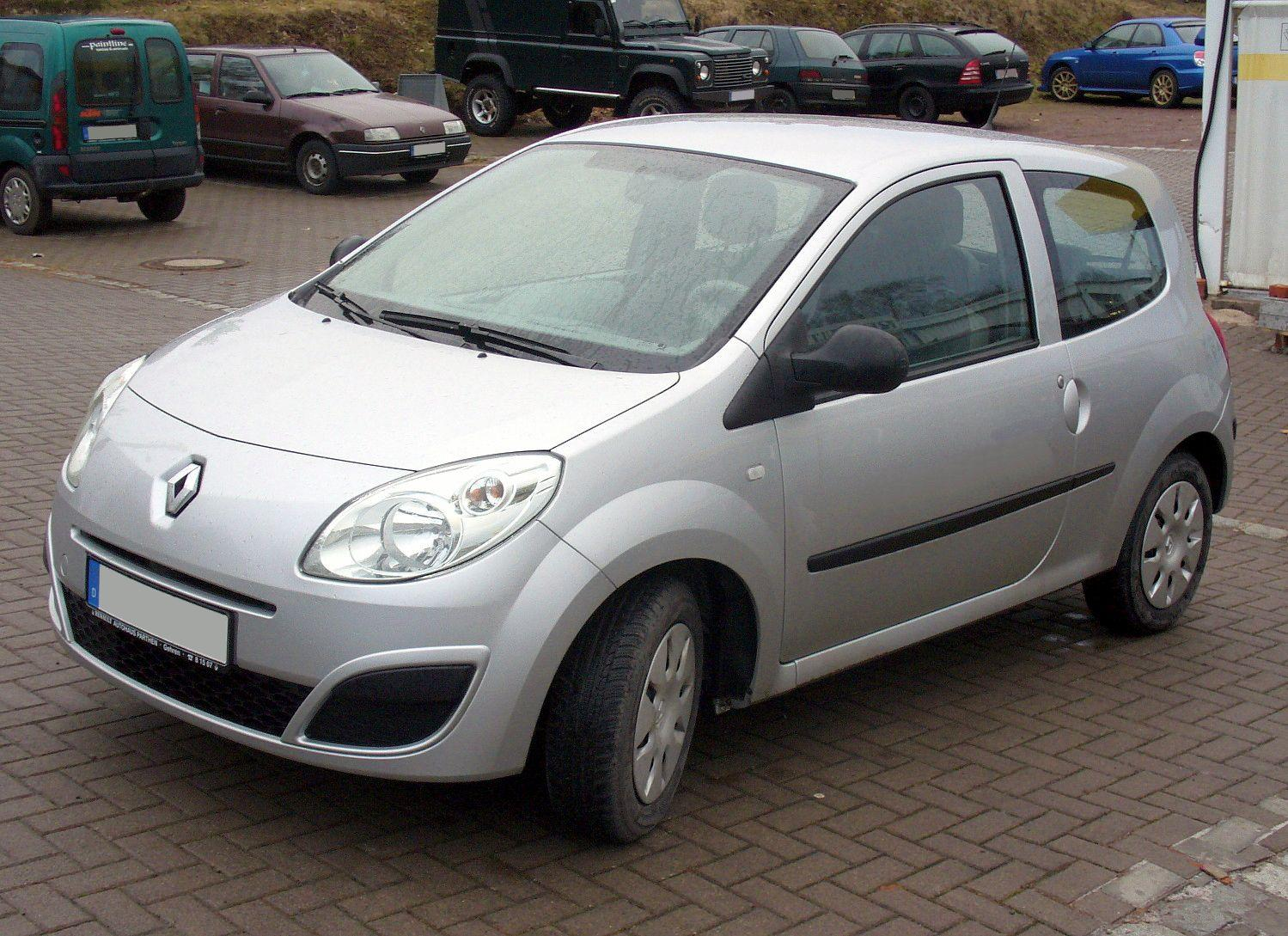
Le Twingo seconda serie sono uno dei più lampanti esempi di applicazione dei motori Type D da 1149 cm³

- Type D7F: se la versione da 1149 cm³ è stata la prima delle due a debuttare, la variante D7F è stata la prima tra le varianti da 1149 cm³. È nata infatti nel luglio 1996 ed è stata montata subito sull'intera gamma della Renault Twingo Mk1. Questa variante è caratterizzata da una testata a due valvole per cilindro, dalla distribuzione a un albero a camme in testa con bilancieri mosso da una cinghia dentata e da un rapporto di compressione pari a 9.6:1. La potenza massima raggiunta da tale variante è di 58 CV a 5250 giri/min, mentre la coppia massima è di 93 Nm a 2500 giri/min.
- Type D4F: la seconda variante dei motori D da 1149 cm³, introdotta nel 2000, è caratterizzata dalla distribuzione monoalbero con testata a 4 valvole per cilindro. Due sono le sottovarianti con cui questa motorizzazione è stata offerta. La prima sottovariante in ordine cronologico è anche la più potente. Eroga infatti 75 CV a 5500 giri/min, con un picco di coppia pari a 105 N·m a 3500 giri/min. La seconda e ultima variante è stata introdotta nel 2006: eroga 65 CV a 5500 giri/min e 105 N·m a 4250 giri/min.
- Type D4FT: con questa sigla viene indicata la versione sovralimentata del motore D da 1149 cm³, lanciata nel 2007. Grazie al turbocompressore la potenza raggiunge 101 CV a 5500 giri/min e una coppia massima di 145 N·m a 3000 giri/min.

#### Riepilogo delle applicazioni dei motori DxF
| Variante | Distribuzione | Rapporto di compressione | Alimentazione                                       | Potenza CV/rpm | Coppia Nm/rpm | Applicazioni                                | Anni di produzione |
| -------- | ------------- | ------------------------ | --------------------------------------------------- | -------------- | ------------- | ------------------------------------------- | ------------------ |
| D7F      | SOHC          | 9,6                      | Iniezione elettronica multipoint                    | 59/5250        | 93/2500       | Renault Clio Mk1 1.2i                       | 1996-98            |
| D7F      | SOHC          | 9,6                      | Iniezione elettronica multipoint                    | 59/5250        | 93/2500       | Renault Clio Mk2 1.2                        | 1998-05            |
| D7F      | SOHC          | 9,6                      | Iniezione elettronica multipoint                    | 59/5250        | 93/2500       | Renault Clio Storia 1.2                     | 2006-10            |
| D7F      | SOHC          | 9,6                      | Iniezione elettronica multipoint                    | 59/5250        | 93/2500       | Renault Twingo Mk1 1.2                      | 1996-07            |
| D7F      | SOHC          | 9,6                      | Iniezione elettronica multipoint                    | 59/5250        | 93/2500       | Renault Twingo Mk2 1.2                      | 2007-10            |
| D7F      | SOHC          | 9,6                      | Iniezione elettronica multipoint                    | 59/5250        | 93/2500       | Renault Kangoo Mk1 1.2                      | 1997-03            |
| D4F      | SOHC          | 9,8                      | Iniezione elettronica multipoint                    | 65/5500        | 105/4250      | Renault Clio Mk3 1.2 16V 65CV               | 2006-09            |
| D4F      | SOHC          | 9,8                      | Iniezione elettronica multipoint                    | 75/5500        | 105/3500      | Renault Twingo Mk1 1.2 16v 75CV             | 2001-12            |
| D4F      | SOHC          | 9,8                      | Iniezione elettronica multipoint                    | 75/5500        | 105/3500      | Renault Clio Mk2 1.2 16v 75CV               | 2001-05            |
| D4F      | SOHC          | 9,8                      | Iniezione elettronica multipoint                    | 75/5500        | 105/3500      | Renault Clio Storia 1.2 16v                 | 2006-09            |
| D4F      | SOHC          | 9,8                      | Iniezione elettronica multipoint                    | 75/5500        | 105/3500      | Renault Clio Mk3 1.2 16v 75CV               | 2005-12            |
| D4F      | SOHC          | 9,8                      | Iniezione elettronica multipoint                    | 75/5500        | 105/3500      | Renault Clio Mk3 1.2 16v Sportour           | 2007-13            |
| D4F      | SOHC          | 9,8                      | Iniezione elettronica multipoint                    | 75/5500        | 105/3500      | Renault Kangoo Mk1 1.2 16v                  | 2001-07            |
| D4F      | SOHC          | 9,8                      | Iniezione elettronica multipoint                    | 75/5500        | 105/4250      | Renault Modus/Grand Modus 1.2 16v           | 2004-13            |
| D4F      | SOHC          | 9,8                      | Iniezione elettronica multipoint                    | 75/5500        | 105/4250      | Dacia Sandero 1.2                           | 2008-16            |
| D4F      | SOHC          | 9,8                      | Iniezione elettronica multipoint                    | 75/5500        | 105/4250      | Dacia Logan Mk2 1.2                         | 2012-16            |
| D4F      | SOHC          | 9,8                      | Iniezione elettronica multipoint                    | 75/5500        | 107/4250      | Renault Twingo Mk2 1.2 16v                  | 2007-14            |
| D4F      | SOHC          | 9,8                      | Iniezione elettronica multipoint                    | 75/5500        | 107/4250      | Renault Clio IV 1.2 16v                     | 2012-18            |
| D4FT     | SOHC          | 9,5                      | Iniezione elettronica multipoint + turbocompressore | 101/5500       | 145/3000      | Renault Twingo 1.2 16v GT TCE               | 2007-13            |
| D4FT     | SOHC          | 9,5                      | Iniezione elettronica multipoint + turbocompressore | 101/5500       | 145/3000      | Renault Clio Mk3 1.2 TCE berlina e Sportour | 2007-13            |
| D4FT     | SOHC          | 9,5                      | Iniezione elettronica multipoint + turbocompressore | 101/5500       | 145/3000      | Renault Modus/GrandModus 1.2 TCE            | 2007-13            |
| D4FT     | SOHC          | 9,5                      | Iniezione elettronica multipoint + turbocompressore | 101/5500       | 152/3500      | Renault Wind 1.2 TCe                        | 2010-13            |

### Type DxD
Le due varianti dei motori che si celano dietro questa sigla generica sono state riservate al mercato brasiliano. Introdotte in tale mercato a partire dal 1999, sono in pratica varianti a corsa accorciata del motore da 1149 cm³ visto in precedenza. Le misure di ogni cilindro sono infatti di 69x66.8 mm, per una cilindrata di 999 cm³. Le due varianti si differenziano tra loro essenzialmente per il tipo di distribuzione, monoalbero a due valvole per cilindro nella prima e bialbero a quattro valvole per cilindro nella seconda. I valori delle rispettive potenze massime sono in linea con quelle delle versioni monoalbero e bialbero dei motori da 1149 cm³, ma cambiano le doti di erogazione della coppia, i cui valori massimi sono per forza di cose spostati a regimi più alti. Queste due varianti sono note rispettivamente con le sigle D7D (la monoalbero) e D4D (la bialbero).
Mentre l'unità D7D è stata montata sulle Renault Clio Mk2, sulle Twingo Mk1 e sulle Kangoo Mk1, l'untà D4D ha trovato posto unicamente sotto il cofano motore delle Clio 1.0 16V previste sempre per il mercato brasiliano.